# Friedrich A. Spiegelberg
Friedrich A. Spiegelberg (geboren 25. Juni 1891 in Hannover; gestorben 14. März 1975 ebenda) war ein deutscher Jurist und Privatbankier.

## Leben
Friedrich Spiegelberg war Sohn des Bankiers und Kunstsammlers Georg Spiegelberg (1848–1913) und trat 1922 als Teilhaber in das Mitte des 19. Jahrhunderts von seinem Großvater Alexander Spiegelberg gegründete Privatbank A. Spiegelberg ein.
Zur Zeit des Nationalsozialismus wurde das familiengeführte Bankhaus durch den Gauwirtschaftsberater Julius Maier „arisiert“, Spiegelberg entging dem Holocaust jedoch durch Flucht ins Exil nach Brasilien, wohin er auch große Teile der Kunstsammlung seines Großvaters vor Zwangsverkauf und Enteignung retten konnte.
In der Nachkriegszeit kehrte Spiegelberg in seine Geburtsstadt Hannover zurück. Er starb dort im Alter von knapp 84 Jahren und wurde in der großen Familiengrabstätte auf dem Stadtfriedhof Engesohde beigesetzt.
Nach dem Tod von Spiegelbergs Witwe 1982 wurden die aus dem brasilianischen Exil zurückgekehrten, ursprünglich von seinem Vater gesammelten Gemälde und Zeichnungen dem Niedersächsischen Landesmuseum Hannover gestiftet, wo sie in der Landesgalerie – gekennzeichnet als „Stiftung Kommerzienrat Georg Spiegelberg“ – zu finden sind. Diese Stiftung wurde durch Erlöse „aus dem Verkauf des Hauses und anderer Hinterlassenschaften“ ergänzt.